# Gare de Loulay
Gare de Loulay vasútállomás Franciaországban, Loulay településen.

## Vasútvonalak
Az állomást az alábbi vasútvonalak érintik:
- Chartres–Bordeaux-vasútvonal

## Kapcsolódó állomások
A vasútállomáshoz az alábbi állomások vannak a legközelebb:
- Gare de Saint-Jean-d'Angély
- Gare de Villeneuve-la-Comtesse